# قالب‌های لغزنده
«»

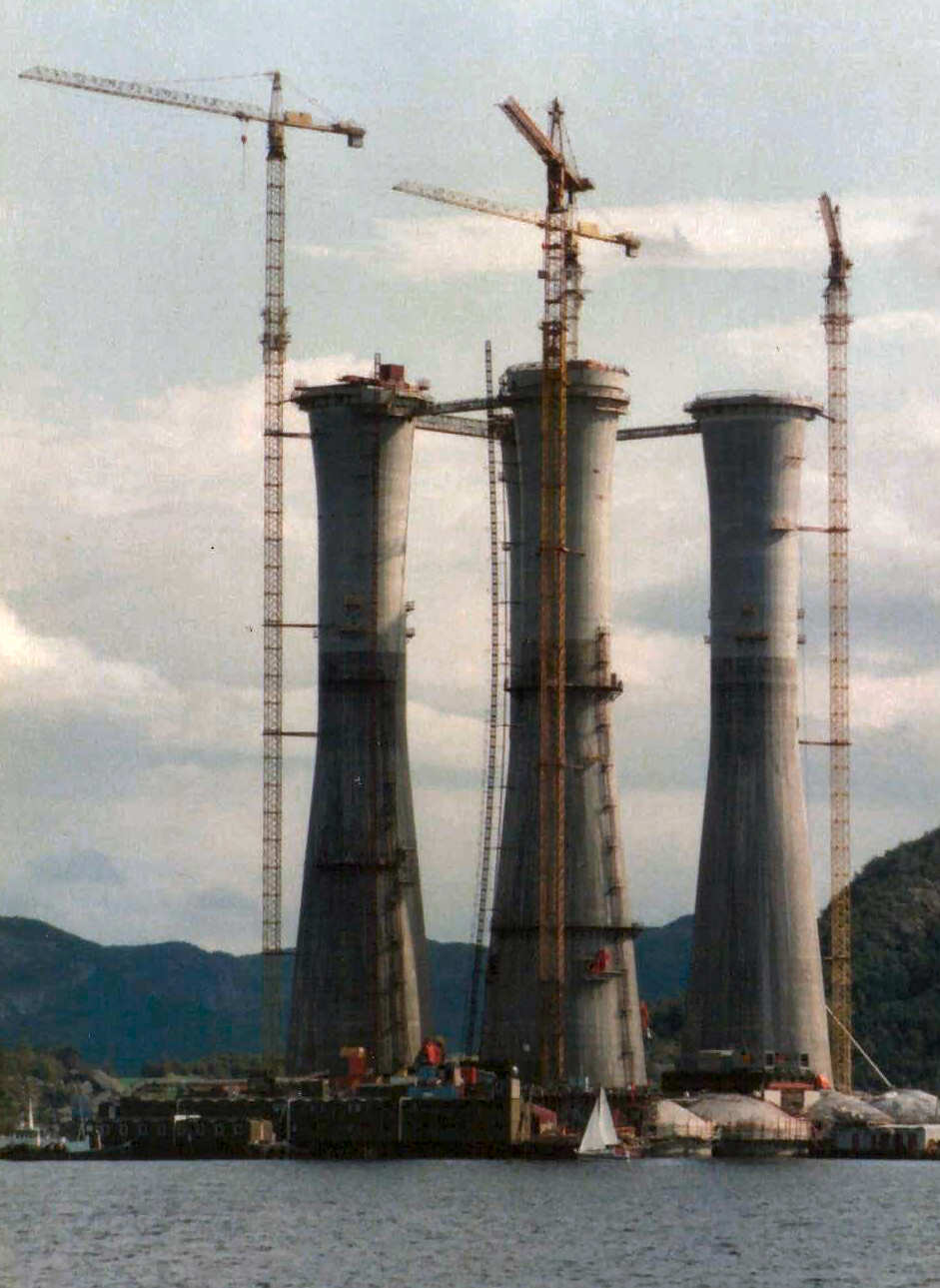
ساخت یک سازهٔ بتونی با روش قالب لغرنده

در اجرای سازه‌های عظیم، علاوه بر مسائل مختلفی که در محاسبات و طراحی آن‌ها مطرح است، تکنولوژی ساخت نیز مسئله مهمی است که می‌تواند بر تمام طرح تأثیرات متن پررنگ زیادی داشته باشد. سازه‌های بتن آرمه نیز از این مسئله خارج نیستند. در سالیان متمادی روش‌های جدید و مؤثری برای تسهیل در قالب بندی بتن به وجود آمده است. یکی از این روش‌ها استفاده از قالب‌های لغزنده (به انگلیسی: slip form) است که بیشتر برای اجرای سازه‌های مرتفع مورد استفاده قرار می‌گیرد و هزینه‌های اجرا را به‌طور قابل ملاحظه ای کاهش می‌دهند و به نحوی در ایمنی فراید اجرا نقش بسزایی دارند.
تجربه نشان داده است که استفاده از قالب‌های لغزنده مؤثرترین روش اجرائی سازه‌های بتنی مرتفع با مقطع و ضخامت دایره متغیر، همانند برج‌های تلویزیونی، سیلوها، برجهای خنک‌کننده می‌باشد.

## انواع قالب‌های لغزنده
- قالب لغزنده قائم
- قالب لغزنده افقی
- قالب‌های رونده
- قالب‌های پرنده[۲]

## قالب‌های لغزنده قائم
اساس روش اجرای قالب لغزنده عمودی این است که قالب به ارتفاع ۱ تا ۱٫۵ متر در فواصل زمانی متناوب به بالا کشیده می‌شود. در ضمن بالا کشیدن قالب عملیات بتن ریزی و آرماتوربندی نیز ادامه می‌یابد و دائماً مخلوط بتن از بالا به درون قالب ریخته شده و ضمن حرکت قالب به سمت بالا بتن سخت شده از قسمت زیرین قالب جا می‌ماند. سرعت حرکت قالب به نحوی تنظیم می‌شود که بتن در زمان خارج شدن از قالب ضمن تحمل وزن خود، جهت حفظ شکل خود از مقاومت کافی برخوردار باشد. قالب بندی لغزان قائم را می‌توان بر اساس حرکت پیوسته انجام داد یا آن را طوری برنامه‌ریزی کرد که در ارتفاع معینی متوقف گردد و سپس حرکت لغزان خود را مجدداً از سر گیرد. معمولاً حرکت قالب لغزان با سرعتی یکنواخت صورت می‌گیرد. در صورتی که قالب لغزان دارای توقف باشد درزهایی به وجود می‌آیند که با درزهای میان مراحل بتن ریزی در عملیات ساختمانی با قالب ثابت فرقی ندارد.
قالب لغزنده در امتداد قائم با سرعتی یکنواخت حرکت می‌کند و این سرعت به اندازه‌ای است که هر مقطع از بتن در طول مدت زمان لازمی که برای گیرش اولیه نیاز دارد درون قالب می‌ماند. روش قالب لغزنده عمودی برای سازه‌های پوسته‌ای با ضخامت جدار ثابت یا تقریباً ثابت به کار می‌رود. قالب‌های لغزان قائم توسط جکهایی به بالا حرکت داده می‌شوند که بر روی میله‌های صاف یا لوله‌های سازه‌ای کار گذاشته شده در بتن سخت عمل می‌کنند. این جک‌ها ممکن است از نوع دستی، بادی، برقی یا هیدرولیکی باشند. سکوهای کار و داربست‌های کارگران پرداختکار نیز به قالب بندی متصل و به همراه آن حرکت می‌کنند.

## قالب‌های لغزنده افقی
این نوغ قالب برای ریختن بتن دیوارهای طولانی، کف و جداره کانال‌های بزرگ، بتن ریزی شیبها، کف تونلها و سطح راه‌ها به کار می‌رود. به دلیل اینکه اکثر قالب بندی‌های افقی لغزان بر روی تکیه گاه ثابت قالب مانند سنگ یا خاک انجام می‌شود، این عملیات اصولاً عملیات تحکیم، شمشه کشی، پرداختکاری است. ماشین قالب لغزان معمولاً بر روی ریل یا سکوی شکل داده شده حرکت می‌کند. بخش دریافت بتن ماشین ناوه‌ای است که برای توزیع یکنواخت بتن در تمامی بخش‌های قالب طراحی شده‌است. متراکم ساختن بتن توسط لوله لرزانی انجام می‌شود که با لبه جلویی قالب موازی و کمی جلوتر از آن قرار دارد. متراکم کردن بتن سازه را می‌توان با ویبراتورهای دستی نیز انجام داد. لوله‌های بتنی در جای یکپارچه نیز با استفاده از روش قالب بندی لغزان افقی تولید می‌شوند. ساخت پوششی کامل تونل با قالب بندی لغزان نیز انجام شده‌است.

## قالب‌های رونده
قالب‌های رونده یا قالب‌های بالا رونده قالب‌هایی هستند که پس از هر بار بتن ریزی از سطح بتن فاصله گرفته و به صورت خزنده (با فشار جک یا با استفاده از کارگر و جرثقیل) جابجا می‌شوند. این قالب‌ها معمولاً برای اجرای دیوارهای بلند کاربرد دارند. در اجرای سنتی دیوارهای بلند لازم است که دو طرف دیوار داربست بندی گردد اما در شیوه قالب‌های رونده، قالب هر مرحله به مرحله قبلی متکی شده و قالب همانند یک صخره نورد به سمت بالا صعود کرده و مراحل فوقانی دیوار را به اجرا درمی‌آورد، بدون اینکه نیاز به داربست جانبی داشته باشد. هر مرحله از اجرای دیوار به این شیوه را لیفت می‌گویند. در این قالب‌ها از دو سری قالب استفاده می‌شود و در هر مقطع یک سری قالب بر بالای سر قالب سری قبل استقرار پیدا می‌کند. بدین ترتیب که در حدود ۵۰ تا ۷۰ سانتی‌متر از بالای قالب، سوراخی کار گذاشته می‌شود و قالب توسط جرثقیل بلند شده و پای آن در سوراخ مذکور توسط بولت محکم می‌شود و قالب توسط جک در وضعیت شاقول تثبیت می‌شود. سوراخ لیفت اول در لیفت دوم نیز ایجاد می‌گردد تا در اجرای لیفت سوم مورد استفاده قرار گیرد.

## قالب‌های پرنده
قالب پرنده به سیستمی گفته می‌شود که اجزاء آن به یکدیگر متصل شده و یک واحد بزرگ را تشکیل می‌دهند که به آن عرشه می‌گویند. این سیستم برای قالب بندی دال بتنی در ساختمان‌های چندین طبقه مورد استفاده قرار می‌گیرد. پس از آنکه بتن هر طبقه ریخته شده و مقاومت لازم را کسب کرد، قالب پرنده (بدون جاسازی اجزا) از بتن جدا شده و به صورت افقی به سمت بیرون ساختمان حرکت داده می‌شود و در بیرون ساختمان بالا کشیده می‌شود تا در موقعیت جدید برای یک دال دیگر مورد استفاده مجدد قرار گیرد. اصطلاح «قالب عرشه پرنده» از آنجا گرفته شده‌است که این قالب به سمت بیرون ساختمان حرکت داده می‌شود (پرواز می‌کند) و به سمت بالا کشیده می‌شود تا در تراز طبقه بالاتر مورد استفاده قرار گیرد. هر واحد قالب پرنده از اجزا سازه‌ای مختلفی از جمله: خرپاها، تیرها، تیرچه‌ها و رویه فلزی یا پلاستیکی تشکیل و مونتاژ می‌شود تا چندین بار مورد استفاده قالب بندی دال‌های ساختمان قرار گیرند. این قالب‌ها را می‌توان برای نگاه داشتن تیرها و شاه تیرها، دال‌ها و سایر اجزا سازه‌ای مورد استفاده قرارداد.

## اجزاءقالب لغزنده
1. یوغ
2. پشت بندهای افقی (کمرکش)
3. قالب بدنه

یوغ دو وظیفه اصلی دارد، مقاومت در مقابل فشارهای جانبی بتن، و انتقال بارها به محل میله جک‌ها. وظیفه پشت بندها نیز دادن مقاومت خمشی به قالب بدنه و انتقال فشار قالب هابه یوغ‌ها می‌باشد. سکوی نازک کاری، عرشه اجرایی، وسکوی طره‌ای به پشت بندهای افقی متصل می‌شوند. اتصال پشت بندها به یوغ باید قادر به حمل این بارها باشد. قالب بدنه که می‌تواند از الوارهای چوبی، پانل‌های فلزی ویا پانل‌های ساخته شده از چند لایی باشد، مستقیماً به پشت بندهای افقی متصل می‌شود.

## موارد استفاده از قالب لغزنده
از قالب‌های لغزان در سازه‌های زیر استفاده می‌گردد:
- ستون‌های مرتفع
- دیوارهای برشی سازه‌های بتنی بلند مرتبه
- برج‌ها
- سیلوی تک یا چند سلولی و دودکش‌ها
- مخازن مایعات
- شفت قائم تونل‌ها معادن
- شفت قائم سکوهای پرتاب موشک
- دودکش‌های مرتفع
- هسته مقاوم ساختمان یا هسته دور آسانسور، پله و…
- برج‌های رادیو و تلویزیونی و برج‌های خنک‌کننده
- کاربرد در راهسازی شامل جداول، تونل‌ها و…[۳]

## مزایای استفاده از قالب لغزنده
1. سرعت اجرای سازه بسیار بالا است.
2. اقتصادی است.
3. سازه اجرا شده کاملاً یکپارچه بوده و عاری از وجود درزهای ساختمانی افقی و عمودی است.
4. گرچه در صورت دقت در اجرای عملیات، نمای بتن بسیار خوب و قابل قبول خواهد بود، بنابراین امکان انجام عملیات نما کاری بر روی سازه بلافاصله بعد از بتن ریزی وجود دارد که باعث می‌شود ملات نمای کار با بتن تازه ریخته شده چسبندگی بهتری داشته باشد.
5. نیازی به اجرای داربست نما به روش‌های کلاسیک نیست.
6. امکان پیش ساخته کردن قطعات قالب در کارخانه وجود دارد و لذا عملیات درون کارگاه ساختمانی از لحاظ آهنگری و نجاری به حداقل می‌رسد.
7. امکان اجرای قسمت‌های دیگری از کار اجرای سازه از قبیل بالا کشیدن خرپاهای سقف و غیره به‌طور همزمان با اجرای قالب لغزنده وجود دارد.[۱]

## معایب استفاده از قالب لغزنده
1. قیمت اولیه قالب گرانتر از قالب‌های معمولی است.
2. اجرای بازشوها برآمدگی‌ها و همچنین آرماتورهای انتظار مشکل است، اصولاً قالب‌های لغزنده برای اجرای سازه‌هایی که مقطع ثابت داشته باشند، مناسب تر است. نظیر سیلوهای گندم و امثال آن.
3. برای اجرای سازه‌هایی که مقطع متغیر دارند مانند دودکش‌های بالاتر از ۱۰۰ متر، اجرای قالب لغزنده با مشکلاتی بیشتر همراه است.
4. تدارکات اجرایی مشکل است چون قالب لغزنده معمولاً به صورت ۲۴ ساعت در سه شیفت انجام می‌گیرد در نتیجه تأمین بتن آرماتور و سایر تدارکات مورد نیاز آن حساس‌تر از کارهای معمولی است در صورت قطع برق وجود موتور ضروری است زیرا جک‌ها برقی می‌باشد همچنین بایستی پیش‌بینی‌های لازم در مورد خراب شدن دستگاه بتن ساز، دستگاه انتقال دهنده بتن مانند پمپ یا جرثقیل یا سایر وسایل کار را به عمل آورد.
5. در گرما یا سرمای شدید اجرای قالب‌های لغزنده نسبت به روش‌های دیگر مشکلات بیشتری را به همراه دارد.
6. مقاومت نهایی و مشخصات مکانیکی بتن ریخته شده توسط سیستم لغزنده پایین‌تر از بتن ریخته شده توسط روش‌های معمولی قالب بندی است.
7. به‌طور کلی اجرای قالب لغزنده نیاز به نیروی متخصص بیشتری دارد و بایستی در تمامی جهات آن دقت لازم را به عمل آورد. به عنوان نمونه‌ای از این بی دقتی‌ها می‌توان سیلوی کارخانه سیمان بهبهان نام برد سیلوی مذکور در سال۱۳۵۶ توسط قالب لغزنده اجرا شده بود در مهرماه سال ۱۳۷۰ به یکباره فرو ریخت و خسارات فراوانی به بار آورد.[۱]